# Amandus II van Horne
Amandus II van Horne ook wel Amand de Hornes (? – 1 juli 1650) was heer van Geldrop van 1617 tot 1650. Hij was de derde zoon van Amandus I van Horne en van Barbara de Jeude de Chastillon.
Ondanks de moeilijke tijden, zoals de retorsieperiode, wist hij het Kasteel Geldrop nog te verfraaien. Hier waren belangrijke personen te gast zoals de bisschoppen van 's-Hertogenbosch, Michael Ophovius en Joseph Bergaigne, alsmede de vriend van Ophovius, Peter Paul Rubens. Voor de huisvesting van de bisschoppen was enige moed nodig, want het was hun door de Republiek der Zeven Verenigde Nederlanden verboden zich in hun diocees op te houden.
Nadat in 1627 de kerktoren van Geldrop was ingestort, waarbij 85 doden en 200 gewonden vielen, betaalde Amandus II mee aan het herstel.
Amandus II was getrouwd met Elisabet della Faille en hun kinderen waren Amandus III van Horne, die Amandus II opvolgde als heer van Geldrop, en Martinus Ignatius van Horne. 